# Fuerzas Armadas de Kirguistán
Las Fuerzas Armadas de Kirguistán se constituyen por el Ejército, la Armada y la Fuerza Aérea y son dependientes del Ministerio de Defensa. Su origen se remonta al desmembramiento de las Fuerzas Armadas Soviéticas fuera de la RSFS de Rusia.
Además, Kirguistán mantiene gran fuerza paramilitar. La Guardia Nacional, está bajo el control del Ministerio de Defensa. 

## Información general
El Comandante en Jefe de las Fuerzas Armadas es Sadyr Zhaparov; el Jefe del Estado Mayor General es el mayor general Rayimberdi Duishenbiev.

## Historia
Las Fuerzas Armadas se formaron el 29 de mayo de 1992 cuando el presidente de la RSS de Kirguistán, Askar Akayev, firmó un decreto que consolidaba efectivamente todas las formaciones y unidades del ejército soviético desplegadas en el territorio de la nueva república bajo la jurisdicción de Biskek y no de Moscú. Hasta 1988, estas tropas formaban parte del Distrito Militar de Asia Central. El 29 de mayo se celebra hoy como el Día de las Fuerzas Armadas. En 1993, el Comité de Defensa del Estado pasó a llamarse Ministerio de Defensa sobre la base de la sede del 17° Cuerpo del Ejército. En 1998, se crearon las 1° Brigadas de Infantería Koy Tash, 2° Osh y 3. ° Brigadas de Infantería de Balykchinsk sobre la base de la 8.ª División de Fusiles de Motor de la Guardia. En agosto de 1999, el conflicto de Batken ocurrió en el suroeste de Kirguistán, durante el cual militantes del Movimiento Islámico de Uzbekistán hicieron incursiones en territorio uzbeko y kirguiso desde sus campamentos en Tayikistán.
En 2006, la Fuerza Aérea y las Fuerzas de Defensa Aérea se combinaron para formar la Fuerza Aérea Kirguisa. El mismo año, el período de servicio se redujo de 18 a 12 meses (1 año). Desde mayo de 1992, Kirguistán ha sido miembro de la Organización del Tratado de Seguridad Colectiva. En febrero de 2014, el Estado Mayor de las Fuerzas Armadas se expandió para tener un control completo sobre el aparato militar, y el ministerio de defensa se convirtió en un comité de defensa estatal que desempeña un papel más pequeño y más administrativo. A pesar de este acuerdo, muchos ex oficiales militares y de seguridad como Taalaibek Omuraliev y Adyl Kurbanov estaban a favor de devolver el ejército a su antigua organización.
- Datos: Q840336
- Multimedia: Military of Kyrgyzstan / Q840336